# عین حسین
عین حسین (به عربی: عین حسین) یک منطقهٔ مسکونی در عربستان سعودی است که در استان مدینه واقع شده‌است. عین حسین ۵٬۷۵۶ نفر جمعیت دارد.